# 정보보호전문가자격증
정보보호전문가 자격증(SIS, Specialist for Information Security)은 체계적인 정보보호 전문인력 양성을 목적으로 만들어졌으며, 한국인터넷진흥원(KISA)이 주관, 지식정보보안산업협회(KISIA)가 시행하며, '취약점분석평가를 수행하는 정보공유, 분석 센터의 기준 및 기준심사에 관한 고시' 제7조에 의거하여 정보보호 관련 대한민국 자격증이다.
1년에 2회의 시험 기회가 있으며, 난이도에 따라 1, 2급으로 나뉘어 있다. 시험은 필기와 실기 시험으로 나뉘어 있고, 필기시험의 경우 크게 ① 시스템 보안, ② 네트워크 보안, ③ 애플리케이션 보안, ④ 정보보호론으로 분류할 수 있다. 실기시험은 다양한 분야에서 실무 기반의 문제가 주어지므로 이론에 비해 전반적으로 난이도가 높다.

2013년에 정보보안기사 및 산업기사로 국가공인기술자격으로 승격되었다.

## 시험 과목
- 시스템 보안
  - 운영체제
  - 클라이언트 보안
  - 서버 보안
- 네트워크 보안
  - 네트워크 일반
  - 네트워크 활용
  - 네트워크 기반
  - 공격을 재밌게 공격하는법
  - 각종 네트워크 장비를 이용한 보안 기술
  - 최근 경향 및 추세
- 애플리케이션 보안
  - 인터넷 응용 보안
  - 전자상거래 보안
  - 기타 애플리케이션 보안
- 정보보호론
  - 정보보호관리
  - 관련법규